# Gryf łamany

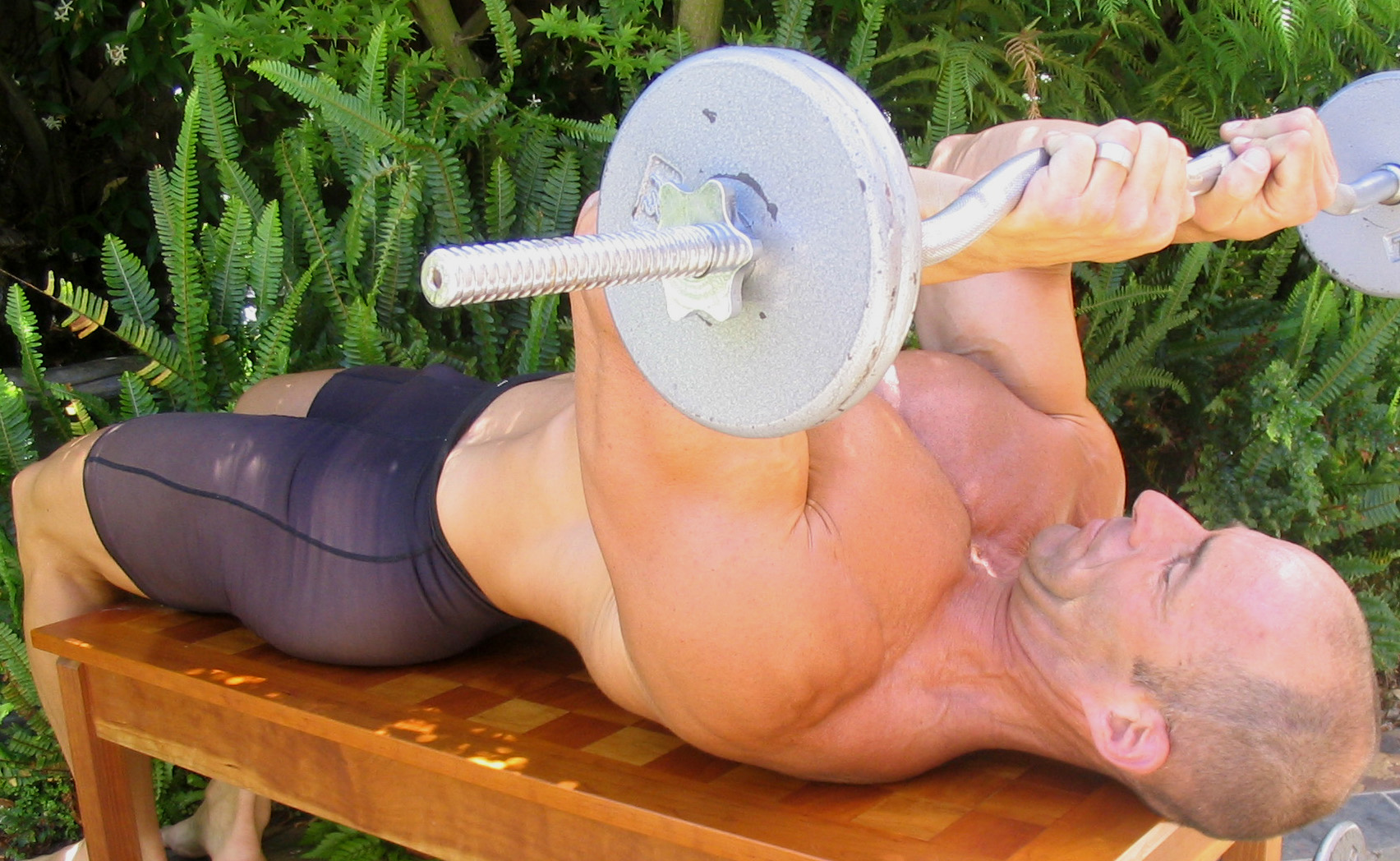
Ćwiczenie tricepsów wykonywane ze sztangą o gryfie łamanym

Gryf łamany – jest to powyginany gryf, który ułatwia ćwiczenia, stosuje się do treningu bicepsów (zmniejsza obciążenie nadgarstków) i tricepsów. "Złamanie" gryfu występuje pod kątem 45 i 30° licząc od osi gryfu. Zmienny kąt powoduje zróżnicowaną pracę mięśnia - im większe odchylenie od osi gryfu, tym większą pracę wykonuje szczyt głowy mięśnia.